# فهد المفرج
فهد المفرج (انگلیسی: Fahed Al-Mofarij؛ زادهٔ ۱۲ آوریل ۱۹۷۸) یک بازیکن فوتبال اهل عربستان سعودی است.
از باشگاه‌هایی که در آن بازی کرده‌است می‌توان به الاتفاق عربستان و الهلال عربستان اشاره کرد.